# Альтонский музей
Альтонский музей (также Музей Альтоны; нем. Altonaer Museum) — исторический музей в Гамбурге. Был основан как муниципальный краеведческий музей Альтоны.

## История
В феврале 1863 года пастор Альтоны Георг Шаар совместно с другими горожанами создал частный союз для строительства музея. Первоначально в новом музее были, в основном, собраны ботанические коллекции. В 1888 году музей был временно закрыт из-за отсутствия к нему общественного интереса, а позже — передан властям города. В сентябре 1901 года на площади Кайзерплац между новой ратушей и новым главным железнодорожным вокзалом города было построено новое музейное здание. Местный учитель и будущий директор Отто Леманн разработал концепцию «Музея народного просвещения», который начал специализироваться на истории региона Шлезвиг-Гольштейн и местном фольклоре. В 1914 году в связи с интересом горожан площадь музея была увеличена вдвое.
Пожар 1980 года существенно повредил как музейное здание, так и его коллекцию. После пожара музей был частично перестроен, а его выставочная площадь была увеличена — до примерно 8 500 м² — для чего ему было передано соседнее здание бывшего училища. 1 января 2008 года Альтонский музей стал частью «Фонда исторических музеев Гамбурга» (Stiftung Historische Museen Hamburg, SHMH). Филиалом музея Альтона считается Йениш-хаус.